# Valeri Skvortsov
Valeri Skvortsov (Unión Soviética, 31 de mayo de 1945) fue un atleta soviético especializado en la prueba de salto de altura, en la que consiguió ser medallista de bronce europeo en 1966.

## Carrera deportiva
En el Campeonato Europeo de Atletismo de 1966 ganó la medalla de bronce en el salto de altura, con un salto por encima de 2.09 metros, siendo superado por los franceses Jacques Madubost (oro con 2.12 m) y Robert Sainte-Rose (plata también con 2.12 m pero en más intentos que el anterior).